# Global Center on Adaptation
Het Global Center on Adaptation (GCA) werd tijdens de Klimaatconferentie van Bonn 2017 COP23 op 14 november 2017 opgericht als ‘’The Global Centre of Excellence on Climate Adaptation’’ (GCECA) door de Nederlandse regering tezamen met het United Nations Environment Programme (UNEP), National Institute for Environmental Studies (NIES) Japan en de Filippijnen. Op 8 september 2018 kreeg het de huidige naam. Sinds september 2021 is het hoofdkantoor gevestigd op het Floating Office Rotterdam in de Rijnhaven, het grootste drijvende kantoor ter wereld, bovendien energieneutraal en zelfvoorzienend, en gebouwd van gerecycled materiaal. Daarnaast bestaan er regionale kantoren in Afrika, China, Zuid-Azië en een onderzoekscentrum in Groningen.
GCA wordt geleid door CEO Patrick V. Verkooijen en co-voorzitters Ban Ki-moon en Feike Sijbesma.

## Missie
De leiders van de 22 landen hebben zich ertoe verbonden om het CGA te laten optreden als oplossingenmakelaar om adaptatiemaatregelen voor een klimaatbestendige wereld te versnellen, te innoveren en op te schalen. het GCA zal samenwerken met organisaties over de hele wereld om klimaatadaptatie-initiatieven op te schalen en te versnellen, met de nadruk op programma's en acties, kennisversnelling en capaciteitsopbouw en agendabepaling.

## Global Commission on Adaptation
Deze Commissie werd op 16 oktober 2018 gelanceerd door voormalig VN-secretaris-generaal Ban Ki-moon, minister-president Mark Rutte en de leiders van 22 andere deelnemende landen, met het doel de klimaatadaptatie te versnellen door de politieke zichtbaarheid van beleidsmaatregelen te vergroten, en concrete oplossingen te stimuleren. Het mandaat van de Commissie liep af bij het einde van het actiejaar 2020, waarbij haar werkzaamheden werden belicht tijdens de door Nederland georganiseerde Climate Adaptation Summit op 25 januari 2021.

## GCA businessplan 2020-2025[9]
Wanneer de Covid-pandemie voorbij is, zal de wereldwijde focus verschuiven naar vragen over herstel en veerkracht. Het bedrijfsplan 2020-2025 van de GCA identificeert belangrijke aanpassingsinitiatieven om deze te versnellen. De plannen zijn gericht op degenen die het kwetsbaarst zijn voor de effecten van klimaatverandering, waaronder de armste mensen van de armste landen. Zij zijn het minst bestand tegen de drievoudige gezondheids-, sociale en de economische gevolgen van de klimaatnoodsituatie.